# Ahmosé-Méritamon (fille d'Ahmôsis Ier)
Pour l’article homonyme, voir Ahmosé-Méritamon.
Ahmosé-Méritamon (Celle qui est née de la Lune, Aimée d'Amon) est une reine d'Égypte de la XVIIIe dynastie. Elle est la fille aînée d'Ahmôsis Ier (ou Ahmès, v. 1549-1525/24) et de la reine Ahmès-Néfertary. Elle est l'une des épouses de son frère Amenhotep Ier, dont elle sera la grande épouse royale. Elle succède à sa mère dans la fonction d'« Épouse du Dieu Amon », mais on ne sait pas grand-chose d'autre d'elle.

## Généalogie
Le successeur d'Amenhotep Ier, Thoutmôsis Ier, ne dispose pas de lien de parenté avéré avec son prédécesseur. Sa grande épouse royale, Ahmès, est parfois considérée comme formant le lien entre les deux rois.
Quoi qu'il en soit, cette dernière devint la grande épouse royale de son frère Amenhotep Ier. Ses titres comprenaient ceux de Grande épouse royale, Fille du roi, Sœur du roi ainsi qu'Épouse du dieu, une charge inaugurée et reçue en héritage de sa mère, qui recevait par ce biais en donation un domaine, avec les réserves et le personnel d'exploitation nécessaires.
Une statue de la reine fut découverte par Giovanni Belzoni, alors qu'il travaillait à Karnak en 1817,.

## Sépulture

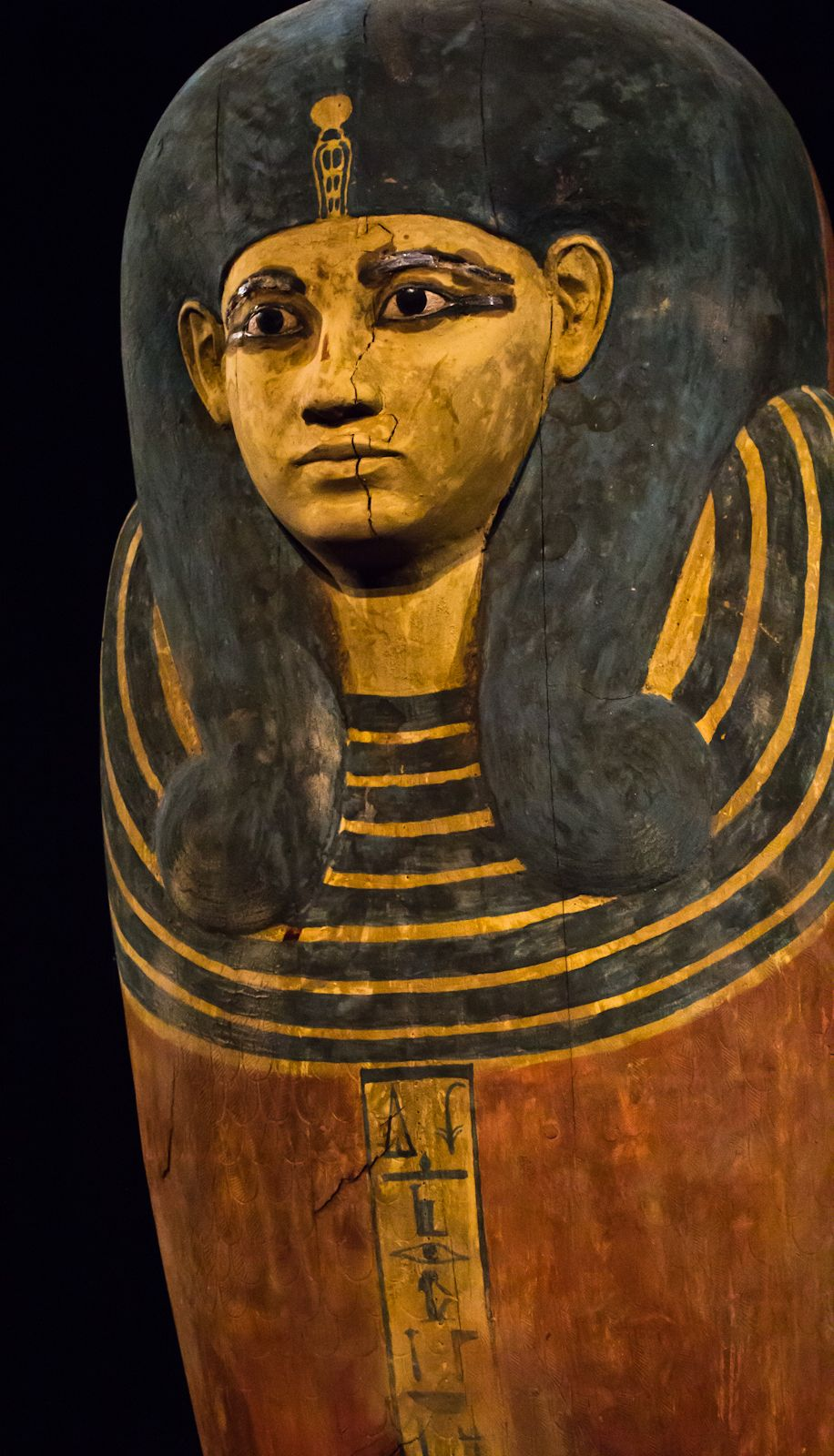
Sarcophage d'Ahmosé-Méritamon découvert à Deir el-Bahari.

Ses restes furent découverts à Deir el-Bahari, où elle avait été enterrée de nouveau après que des prêtres eurent découvert sa tombe violée par des pillards. L'analyse de son corps indique qu'elle serait morte vers sa trentième année, et qu'elle souffrait d'arthrite et de scoliose.